# Liste der brasilianischen Botschafter in Barbados
Die Botschaft befindet sich in der dritten Etage des Sunjet House in der Fairchild Street, Bridgetown.
| Ernannt       | Name                                | Bemerkungen                                                                                              | Mensagem Senado Federal | im Senat des Nationalkongress vorgestellt am | ernannt von               | akkreditiert bei        | Posten verlassen |
| ------------- | ----------------------------------- | --- | ----------------------- | -------------------------------------------- | ------------------------- | ----------------------- | ---------------- |
| 1985          | António Conceição                   | |                         |                                              | José Sarney               | Harold Bernard St. John |                  |
| 1985          | Amaury Bier                         | |                         |                                              | José Sarney               | Harold Bernard St. John | 1990             |
| 7. Nov. 1990  | Evaldo José Cabral de Mello         | | MSF 185 de 1990         |                                              | Fernando Collor de Mello  | Lloyd Erskine Sandiford |                  |
| 17. Jan. 1995 | Carlos Alfredo Pinto da Silva       | 2. Mai 1996 zum Botschafter in Basseterre ernannt.                                                       | MSF 311 de 1994         | 12. Jan. 1995                                | Fernando Henrique Cardoso | Owen Arthur             |                  |
| 8. Juli 1999  | Dinah Flusser                       | Botschafterin                                                                                            | MSF 278 de 1998         | 29. Juni 1999                                | Fernando Henrique Cardoso | Owen Arthur             |                  |
| 28. Dez. 2001 | Orlando Galvêas Oliveira            | Am 14. September 2004 (MSF 6 de 2003 / 7. Juli 2004) zum Botschafter in Basseterre ernannt.              | MSF 218 de 2001         | 12. Dez. 2001                                | Fernando Henrique Cardoso | Owen Arthur             |                  |
| 30. Apr. 2009 | Appio Claudio Muniz Acquarone Filho | | MSF 43 de 2009          | 15. Apr. 2009                                | Luiz Inácio Lula da Silva | David Thompson          |                  |
| 16. Okt. 2013 | Luiz Gilberto Seixas de Andrade     | (* 21. Oktober 1950 in Rio de Janeiro) Sohn von Maria Dulce Seixas de Andrade und Carlos Auto de Andrade | MSF 62 de 2013          |                                              | Dilma Rousseff            | Freundel Stuart         |                  |

Quelle: